# Ixnay on the Hombre
《Ixnay on the Hombre》는 1997년 2월 4일, 컬럼비아 레코드가 발매한 미국의 록 밴드 오프스프링의 네 번째 스튜디오 음반이다. 그들의 이전 음반인 《Smash》 (1994년)의 엄청난 상업적 성공 이후, 밴드는 새 음반을 녹음하기 위해 1996년 중반에 스튜디오에 들어갔다. 제목은 피그 라틴("Ixnay"는 1940년대 할리우드 영화에서 친숙한 단어 "nix"의 버전이다)과 스페인어("hombre", "man")를 결합하여 "fuck The Man"이라는 메시지를 "fuck authority"에서와 같이 전달했다.
《Ixnay on the Hombre》는 발매 직후 미국 빌보드 200에서 9위로, 데뷔하는 등 상업적으로 중간 정도의 성공을 거두었고 비평가들과 팬들 모두에게 좋은 반응을 얻었다. 이 음반은 이후 미국 음반 산업 협회로부터 플래티넘 인증을 받았으며, 전 세계적으로 3백만 장 이상이 팔렸다. 이 음반에는 〈All I Want〉, 〈Gone Away〉, 〈The Meaning of Life〉, 〈I Choose〉 등 4개의 싱글이 발매되었다.

## 배경 및 녹음
1995년부터 1996년까지 오프스프링이 네 번째 스튜디오 음반을 위해 새로운 곡을 쓰기 시작했을 때, 그들은 에피타프 레코드의 로스터 중 가장 큰 활동이었고 원래 컬럼비아 레코드와 녹음 계약을 맺기 전에 레이블을 떠나는 것을 거부했다. 밴드의 이전 음반인 《Smash》의 상업적 성공에 이어 프론트맨 덱스터 홀랜드는 오프스프링이 에피타프에서 더 많은 음반을 발매하거나 오랫동안 레이블에 남기를 원했다. 그러나 에피타프의 설립자이자 배드 릴리전의 기타리스트인 브렛 구어위츠가 《Smash》를 "로열티 오버라이드에 대한 대가"로 메이저 레이블에 팔기로 결정했을 때, 이 밴드는 이를 좋아하지 않았다. 구어위츠는 오프스프링과 계약하기 위해 게펀 레코드, 캐피플 레코드, 소니 뮤직 엔터테인먼트와 같은 몇몇 주요 레이블에 접근했다. 밴드는 결국 컬럼비아와 계약을 맺었고, 홀랜드는 그들이 레이블과 함께 "돈을 적게 가져갔다"며 "더 많은 돈을 벌기 위해 노력하지 않았다"고 회상했다. 홀랜드는 또한 오프스프링이 "구어위츠가 그들에게 강요할 수 있다고 생각하는 사람을 위해" 녹음하지 않을 것이고 "메이저 레이블보다 못한 사람을 위해" 녹음하지 않을 것이기 때문에 컬럼비아와 계약했다고 주장했다. 1996년 6월부터 10월까지 엘도라도 레코딩 스튜디오에서 프로듀서 데이브 저든(앨리스 인 체인스, 앤스랙스, 제인스 어딕션, 소셜 디스토션)과 함께 《Ixnay on the Hombre》의 녹음 세션이 진행되었다.

## 발매 및 평가
| 전문가 평가                   | 전문가 평가 |
| 평가 점수                     | 평가 점수   |
| 출처                          | 점수        |
| ----------------------------- | ----------- |
| AllMusic                      | [ 2 ]       |
| The A.V. Club                 | favorable   |
| Christgau's Consumer Guide    | [ 7 ]       |
| Entertainment Weekly          | B+          |
| NME                           | 2/10        |
| Rolling Stone                 | [ 10 ]      |
| The Rolling Stone Album Guide | [ 11 ]      |
| Select                        | [ 12 ]      |
| Spin                          | 7/10        |
| USA Today                     | [ 14 ]      |

《Ixnay on the Hombre》는 1997년 2월 4일에 발매되었으며 컬럼비아 레코드를 통해 배포된 첫 번째 오프스프링 음반이다. 그들의 이전 레이블 에피타프 레코드는 밴드와 레이블의 설립자 브렛 구어위츠 사이의 의견 차이 때문에 유럽에서 이 음반을 발매했다. 이 밴드는 컬럼비아에서 미국 및 기타 국제 발매를 위해 음반을 발매할 수 있었지만 에피타프를 통해 유럽에서 음반 발매를 완료해야 했다. 오프스프링은 2013년 초 레이블과의 계약을 이행했다고 발표될 때까지 컬럼비아에서 음반을 계속 발매했다.
《Ixnay on the Hombre》는 빌보드 200 차트에서 9위로 정점을 찍었다.
스티븐 토마스 얼와인의 올뮤직 리뷰는 이 음반에 별 2.5개를 수여하며 "《Ixnay on the Hombre》는 포스트 그런지 밴드 시류에 자신들을 묶으려는 유능한 하드 록 밴드처럼 들린다"고 말한다.

## 곡 목록
모든 곡들은 특별한 언급이 없는 한 덱스터 홀랜드에 의해 작사/작곡하였다.
| #   | 제목                    | 작사·작곡                               | 재생 시간 |
| --- | ----------------------- | --------------------------------------- | --------- |
| 1.  | 〈Disclaimer〉          |                                         | 0:45      |
| 2.  | 〈The Meaning of Life〉 |                                         | 2:56      |
| 3.  | 〈Mota〉                |                                         | 2:57      |
| 4.  | 〈Me & My Old Lady〉    |                                         | 4:33      |
| 5.  | 〈Cool to Hate〉        |                                         | 2:47      |
| 6.  | 〈Leave It Behind〉     |                                         | 1:58      |
| 7.  | 〈Gone Away〉           |                                         | 4:28      |
| 8.  | 〈I Choose〉            |                                         | 3:54      |
| 9.  | 〈Intermission〉        | 어빙 시저, 덱스터 홀랜드, 빈센트 유먼스 | 0:48      |
| 10. | 〈All I Want〉          |                                         | 1:54      |
| 11. | 〈Way Down the Line〉   |                                         | 2:36      |
| 12. | 〈Don't Pick It Up〉    |                                         | 1:53      |
| 13. | 〈Amazed〉              |                                         | 4:25      |
| 14. | 〈Change the World〉    |                                         | 6:23      |

## 인증
| 국가                       | 인증        | 판매량/출하량 |
| -------------------------- | ----------- | ------------- |
| 오스트레일리아 (ARIA)      | 2× 플래티넘 | 140,000^      |
| 캐나다 (뮤직 캐나다)       | 2× 플래티넘 | 200,000^      |
| 핀란드 (Musiikkituottajat) | 골드        | 26,511        |
| 일본 (RIAJ)                | 플래티넘    | 200,000^      |
| 뉴질랜드 (RMNZ)            | 골드        | 7,500^        |
| 스페인 (PROMUSICAE)        | 골드        | 50,000^       |
| 영국 (BPI)                 | 골드        | 100,000^      |
| 미국 (RIAA)                | 플래티넘    | 1,000,000^    |
| 요약                       |             |               |
| 전 세계                    | —           | 3,200,000     |
| ^출하량을 기반으로 한 인증 |             |               |